# كريستينا فرنسيسكو
كريستينا فرنسيسكو (بالإنجليزية: Christina Francisco)‏ هي عداءة سريعة أمريكية، ولدت في 18 مارس 1997 في مانجيلاو في الولايات المتحدة.

## وصلات خارجية
- كريستينا فرنسيسكو على موقع الاتحاد الدولي لألعاب القوى (الإنجليزية)